# Epidapus tuwensis
Epidapus tuwensis är en tvåvingeart som beskrevs av Werner Mohrig 1991. Epidapus tuwensis ingår i släktet Epidapus och familjen sorgmyggor. Inga underarter finns listade i Catalogue of Life.